# سیارک ۲۵۷۶۶
سیارک ۲۵۷۶۶ (به انگلیسی: 25766 Nosarzewski، نامگذاری:2000CX17)۲۵۷۶۶مین سیارک کشف شده‌است که در ۰۲ فوریه ۲۰۰۰ کشف شد.